# Ampfurth

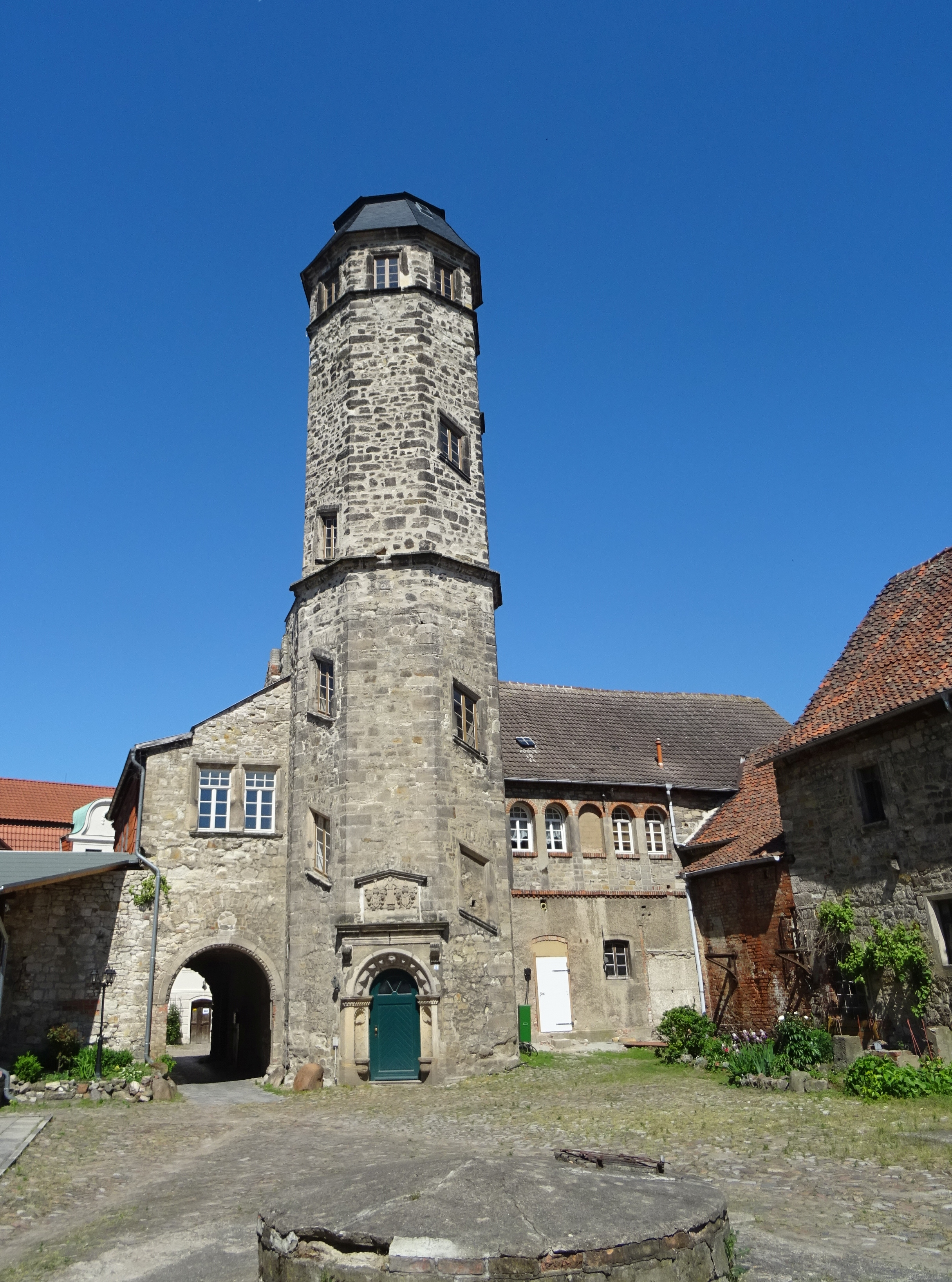
Turm der Burg Ampfurth

Ampfurth ist ein ländlich geprägter Ortsteil der Bördestadt Oschersleben (Bode) im Landkreis Börde (Sachsen-Anhalt) mit traditionellen Bauerngehöften sowie mit bemerkenswerter Burg und Kirche. 

## Geografie
Der Ort liegt sechs Kilometer vom Stadtkern Oscherslebens entfernt. Dazwischen liegt der Ortsteil Schermcke, in südlicher Richtung mit Peseckendorf ein weiterer Oscherslebener Ortsteil, und in östlicher Richtung ist das Zuckerdorf Klein Wanzleben der nächste Nachbarort. Ampfurth liegt am Südosthang der Hohen Börde, 130 Meter über dem Meeresspiegel. Im Nordwesten erstreckt sich das Landschaftsschutzgebiet Hohes Holz / Saures Holz mit seinen Laubwäldern.

## Geschichte
Die erste urkundliche Erwähnung Ampfurths erfolgte 1144. Friedrich und Hugold de Amfriedeslove wurden Schöffen am Grafengericht Seehausen (Börde). Die Ursprünge der Ansiedlung werden jedoch bereits im 9. Jahrhundert zur Zeit Karls des Großen vermutet. Das Dorf entstand wohl um die alte Burganlage herum. Eine weitere Erwähnung erfolgte am 11. Januar 1145. Papst Lucius II. nimmt das Kloster Berge in Magdeburg in seinen Schutz und bestätigt dessen Besitz u. a. in Amfrideslove. Aus der Mitte des 12. Jahrhunderts stammt auch eine erste urkundliche Erwähnung der Burg, die in veränderter Form noch heute besteht. 1257 wurde die Ortschaft dem Erzbistum Magdeburg unterstellt.
In der Nähe Ampfurths wurden Steine für den Bau des Magdeburger Doms gebrochen. Aus dem Jahr 1365 findet sich eine Erwähnung sogenannter Domkuhlen.
Im 15. Jahrhundert fiel der Ort in die Hände der Herren von der Asseburg.  Die Christuskirche Ampfurth, die sich im Dorfinneren befindet, war jetzt Teil eines alten Herrensitzes. In dieser Zeit eine Schlosskapelle, unterlag sie über die Jahrhunderte einigen Umbauten. Teile des Chores könnten aus den Zeiten des Adelsgeschlechts im 15. Jahrhundert stammen, während das Mittelschiff um 1570 entstand. Unter Verwendung der mittelalterlichen Reste erfolgte um 1608 ein weiter Umbau, der an slawische Bauelemente erinnert. Einerseits weist das Bauwerk streng gotische Formen auf. Anderseits kommt der Renaissancecharakter bei den vorhandenen Grabdenkmälern zum Vorschein. Um 1806 wurde die Kirche um eine Herrschaftsloge erweitert. Eine genaue Datierung des Ursprungs des Bauwerks ist nach aktuellem Stand nicht feststellbar.
Im Rahmen der preußischen Verwaltungsreformen wurde zum 1. Juli 1816 im Regierungsbezirk Magdeburg der Provinz Sachsen der Kreis Wanzleben eingerichtet, dem Ampfurth zugeordnet wurde.
Der Schlossturm wurde für die Station 16 der von 1833 bis 1849 betriebenen preußischen optischen Telegrafenlinie Berlin – Koblenz genutzt.
Am 20. Juli 1950 wurde der Ortsteil Neubau in die Gemeinde Peseckendorf umgegliedert.
Vom 20. Juli 1950 bis zum 29. Juni 1990 gehörte die ehemalige Gemeinde Schermcke als Ortsteil zu Ampfurth. Seit dem 1. Juli 2009 ist Schermcke ebenfalls ein Ortsteil von Oschersleben (Bode).
Am 25. Juli 1952 kam es in der DDR zu einer umfangreichen Verwaltungsreform, die auch den bisherigen Landkreis Wanzleben betraf. Ampfurth wurde bei der Kreisneuschneidung dem Kreis Wanzleben zugeordnet. Dieser ging bei der ersten Kreisreform in Sachsen-Anhalt, die am 1. Juli 1994 wirksam wurde, im Bördekreis auf. Die Gemeinde gehörte von 1994 bis zum 17. Januar 2003 der Verwaltungsgemeinschaft „Börde“ Seehausen/Klein Wanzleben an. Am 18. Januar 2003 wurde Ampfurth in die Stadt Oschersleben (Bode) eingemeindet.

## Politik

### Ortschaft
Ampfurth ist gemäß Hauptsatzung eine von zwölf Ortschaften der Stadt Oschersleben. Sie umfasst das Gebiet der ehemaligen Gemeinde Ampfurth. Die Ortschaft wird politisch von einem Ortschaftsrat und dem aus seiner Mitte gewählten Ortsbürgermeister vertreten.
Der Ortschaftsrat besteht aus fünf Mitgliedern, die bei der Wiederholungswahl am 1. Dezember 2019 für fünf Jahre gewählt wurden. Diese Wahl war notwendig geworden, weil bei der regulären Kommunalwahl am 26. Mai 2019 ein nicht wählbarer Kandidat auf der Liste stand. Dieser Sachverhalt führte zur Ungültigkeit der ersten Wahl.
Andreas Schmalstieg wurde vom Ortschaftsrat am 4. Juli 2019 und nach der Wiederholungswahl nochmals am 15. Januar 2020 zum Ortsbürgermeister gewählt. Schmalstiegs langjähriger Vorgänger war Achim Röttger.

### Wappen
Das Wappen wurde am 15. Juni 1995 durch das Regierungspräsidium Magdeburg genehmigt.
Blasonierung: „In Grün ein gezinnter silberner Turm mit kegelförmigen Dach, belegt mit einem silbernen Balken mit fünf grünen Kirschblättern nebeneinander.“
Die Gemeindefarben sind Silber (Weiß) - Grün.
Das Wappen wurde von der Magdeburger Heraldikerin Erika Fiedler gestaltet.

## Bauwerke
Zu den örtlichen Kulturdenkmalen gehören das Schloss Ampfurth sowie die Christuskirche.
Siehe auch: Liste der Kulturdenkmale in Ampfurth

## Wirtschaft und Infrastruktur
Ampfurth liegt an der Landesstraße 102. Im Ort zweigt die Kreisstraße 1266 nach Peseckendorf ab.

## Persönlichkeiten
- Friedrich Hortleder (* 22. März 1579 in Ampfurth; † 5. Juni 1640 in Jena), Historiker und Politiker
- Moritz Wilhelm von der Asseburg (1698–1780), preußischer Generalmajor
- Gustav Steinbrecht (* 1808 in Ampfurth; † 1885 vermutlich in Berlin), Reiter und Schriftsteller
- Wilhelm Perring (1838–1906), Landschaftsgärtner
- Heinz Lassowsky (* 1952), Unternehmer und Politiker